# Seniha Sultan
Seniha Sultan, död 1931, var en osmansk prinsessa. Hon var dotter till Abd ül-Mecid I. 
Hon gifte sig 1877 med Asaf Mahmud Celaleddin Pasha. 
Seniha Sultan beskrivs som ohämmad, uppriktig och politisk engagerad, med ett snabbt och uppriktigt sätt att tala och tendens att brista ut i skratt, och hon ansågs excentrisk och viljestark. Vid hovet var hon inte väl sedd eftersom hon betraktades som brysk och ohövlig. Det noterades hur hon och hennes syster Mediha Sultan brukade turas om att muntra upp sin bror sultanen med skämtsamt prat och skratt. Hon var också intresserad av västerländskt mode, som sedan mitten av 1800-talet allmänt bars av kvinnorna i den Osmanska dynastin under slöjorna. År 1898 närvarade hon vid kejsarinnan Augusta av Tysklands statsbesök. 
Det osmanska sultanatet avskaffades 1 november 1922 och det osmanska kalifatet i mars 1924, varefter alla medlemmar av den före detta osmanska dynastin förvisades från den nya republiken Turkiet. Hon bosatte sig med sin bror Mehmet VI i San Remo i Italien. 